# Тезек-султан
Тезек Нуралин (также Тезек-торе, Тезек-султан, каз. Тезек-төре, букв. «помёт», «высушенный навоз»; род. 1820 — 1879) – казахский чингизид (Торе), старший султан Старшего жуза. Потомок Абылай-хана, от сына Адиля, от его сына Нурали.

## Биография
Тезек родился недоношенным ребёнком, почему ему дали имя Тезек, что на казахском языке означает «помёт». Русские Семиречья незаменимое топливо в степи называли «кизяк», что является искажённым от казахского слова «тезек». Имя с таким неблагозвучным значением султану дано согласно традициям, принятым у простолюдинов.
Происхождение Тезека ведётся от хана Абылая, который был его прадедом. Дедом Тезека назван сын Абылая султан Адиль, а отцом – Нурали, что соответствует и китайским сведениям об его отце. Нурали (Нурал) помещён в родословной казахских ханов, составленной по приказу Илийского генерал-губернатора Сун Юня, под именем Нула – 努喇, он указан как седьмой сын султана Адиля.
После смерти  Хакимбек-торе в 1849 г. назначен властями Верного старшим султаном албан-суановских (албан-суан) волостей. Имел дипломатические связи с Империей Цин и Россией. В 1847 году получил китайское звание тайджи 3-й степени. 
Имел звание капитана с 15 декабря 1859 г. и получал жалование 343 руб. серебром. Представлен к званию подполковника в октябре 1860 г. за помощь русским войскам во взятии кокандской крепости Пишпек. Тезек стремился подчинить себе всех албанов, начиная с 1864 г.